# Vajravarahi

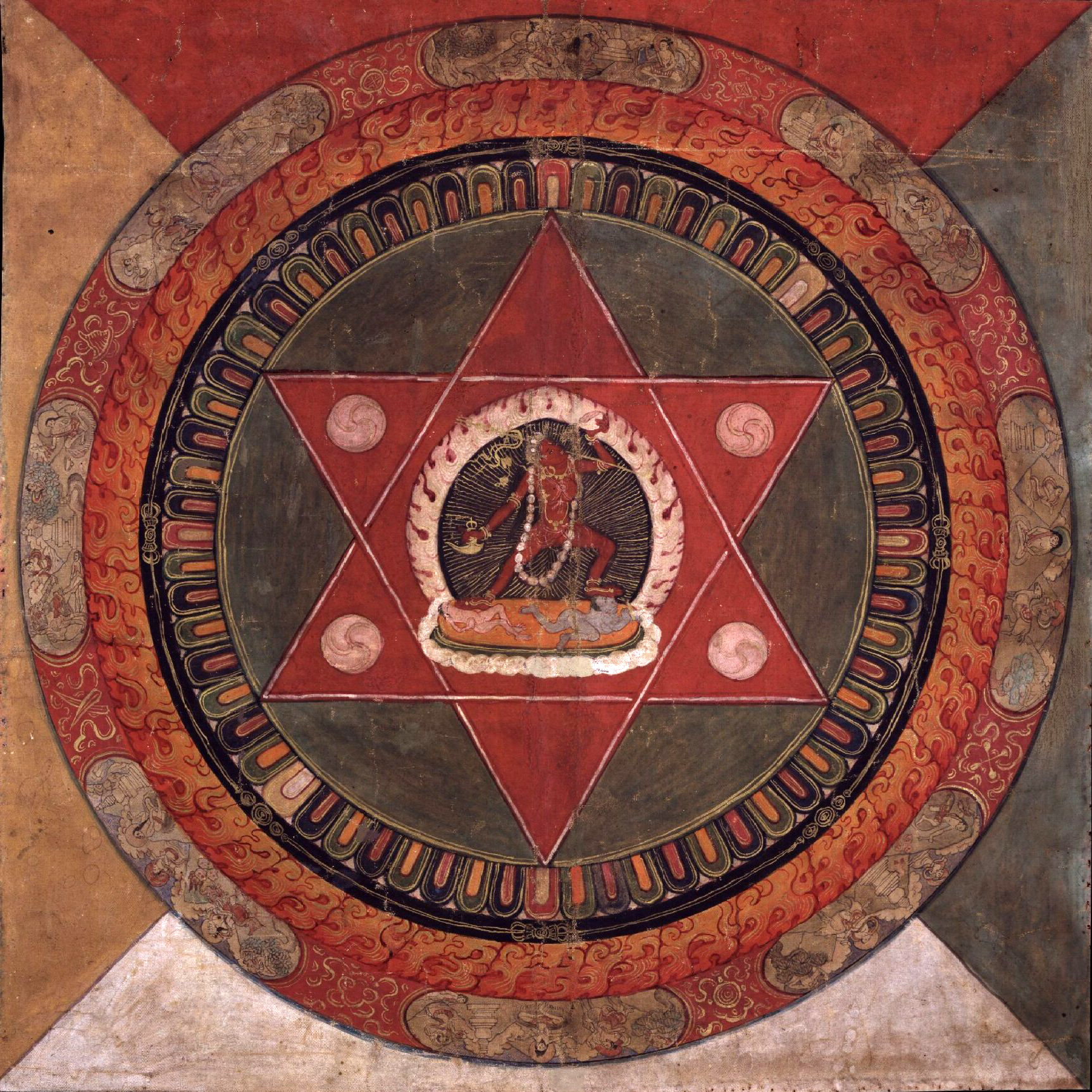
19e-eeuwse Tibetaanse mandala-thangka met Vajrayogini in het midden

Vajravarahi of Vajra Varahi, Tibetaans: Dorjé Naljorma is een boeddhistische godin en verwijst naar een vorm van Vajrayogini. Ze vertegenwoordigt de wijsheid en wordt beschouwd als de keizerin van de dans of een boeddhistische personificatie van Shakti. Vajravarahi belichaamt de passie en de compassie, de onwetendheid, evenals de wijsheid.
In het Tibetaans boeddhisme is de Dorje Phagmo van het klooster Samding de erkende incarnatie van de godin Vajravarahi.